# Trofeo Pirelli
Trofeum Pirelli (wł. Trofeo Pirelli) – towarzyski, coroczny turniej piłkarski organizowany przez sponsora Interu Mediolan, Pirelli. Spotkanie jest rozgrywane na stadionie Giuseppe Meazzy (później na innych stadionach) z udziałem Interu i zaproszonego utytułowanego klubu).
Mecz składał się z dwóch połowy po 45 minut. W przypadku remisu po 90 minutach gry, zwycięzca wyznaczał się w rzutach karnych.
W inauguracyjnym sezonie 1996 Inter Mediolan pokonał Manchester United 3-0. Ostatnia edycja turnieju odbyła się w 2010 w Baltimore, gdzie Inter Mediolan rozegrał spotkanie z Manchester City. Mecz zakończył się również wynikiem 3-0 i Inter zdobył trofeum.

## Triumfatorzy
- Inter Mediolan – 11 razy: 1996, 1997, 2000, 2001, 2002, 2003, 2006, 2007, 2008, 2009, 2010
- Liverpool – 1: 1998
- Real Madryt – 1: 1999
- ACF Fiorentina – 1: 2004
- Udinese Calcio – 1: 2005

## Wyniki spotkań
| Nr | Data             | Stadion                           | Mecz                               | Wynik               | Strzelcy                                                           |   |
| -- | ---------------- | --------------------------------- | ---------------------------------- | ------------------- | ------------------------------------------------------------------ | - |
| 1  | 31 lipca 1996    | Mediolan, Stadio Giuseppe Meazza  | Inter Mediolan – Manchester United | 3:0 (1:0)           | Carbone 44', Branca 55' 64'                                        |   |
| 2  | 31 lipca 1997    | Mediolan, Stadio Giuseppe Meazza  | Inter Mediolan – Manchester United | 1:1 (1:1) karne 4-1 | G. Neville 1' (sam.) – Butt 15'                                    |   |
| 3  | 4 sierpnia 1998  | Liverpool, Anfield                | Liverpool – Inter Mediolan         | 2:1 (1:0)           | Ince 31', Harkness 77' – C. Zanetti 74'                            |   |
| 4  | 31 lipca 1999    | Mediolan, Stadio Giuseppe Meazza  | Inter Mediolan – Real Madryt       | 2:3 (1:2)           | Vieri 31', Pirlo 91' – Raúl 21', Morientes 32' 94'                 |   |
| 5  | 28 sierpnia 2000 | Mediolan, Stadio Giuseppe Meazza  | Inter Mediolan – Olympiakos SFP    | 2:2 karne 4-3       | Seedorf 4', Peralta 33' – Luciano 38', Georgatos 73'               |   |
| 6  | 31 lipca 2001    | Lecco, Rigamonti Ceppi            | Inter Mediolan – Watford           | 2:1 (0:0)           | Kallon 47', Conceição 52' – Hyde 60'                               |   |
| 7  | 22 sierpnia 2002 | Mediolan, Stadio Giuseppe Meazza  | Inter Mediolan – AS Roma           | 2:1 (0:1)           | Adani 56', Gamarra 89' – Batistuta 37'                             |   |
| 8  | 23 sierpnia 2003 | Lucca, Porta Elisa                | Inter Mediolan – Real Sociedad     | 1:0 (1:0)           | van der Meyde 11'                                                  |   |
| 9  | 29 sierpnia 2004 | Florencja, Stadio Artemio Franchi | ACF Fiorentina – Inter Mediolan    | 2:2 (2:1) karne 5-4 | Portillo 3', Gaetano Fontana 74' (k.) – Cambiasso 20', Cruz 53'    |   |
| 10 | 23 sierpnia 2005 | Udine, Stadio Friuli              | Udinese Calcio – Inter Mediolan    | 2:1 (0:1)           | Di Michele 62', Tissone 82' – Cruz 19'                             |   |
| 11 | 20 sierpnia 2006 | Palma de Mallorca, Son Moix       | RCD Mallorca – Inter Mediolan      | 0:1 (0:0)           | Maicon 52'                                                         |   |
| 12 | 1 sierpnia 2007  | Manchester, Old Trafford          | Manchester United – Inter Mediolan | 2:3                 | Rooney 17', Cristiano Ronaldo 57' – Suazo 21' 34', Ibrahimović 27' |   |
| 13 | 5 sierpnia 2008  | Monachium, Allianz Arena          | Bayern Monachium – Inter Mediolan  | 0:1 (0:0)           | Amantino Mancini 52'                                               |   |
| 14 | 30 lipca 2009    | Monako, Stade Louis II            | AS Monaco – Inter Mediolan         | 0:1 (0:0)           | Diego Milito 55'                                                   |   |
| 15 | 31 lipca 2010    | Baltimora, M&T Bank Stadium       | Inter Mediolan – Manchester City   | 3:0 (1:0)           | Obinna 38' 54', Biraghi 74' - Vieira 20'                           | - |